# Philesturnus
Philesturnus (Zadelruggen) is een geslacht van zangvogels uit de familie van de Nieuw-Zeelandse lelvogels (Callaeidae).

## Soorten
Het geslacht kent de volgende soorten:
- Philesturnus carunculatus  – Zuidelijke zadelrug
- Philesturnus rufusater  – Noordelijke zadelrug

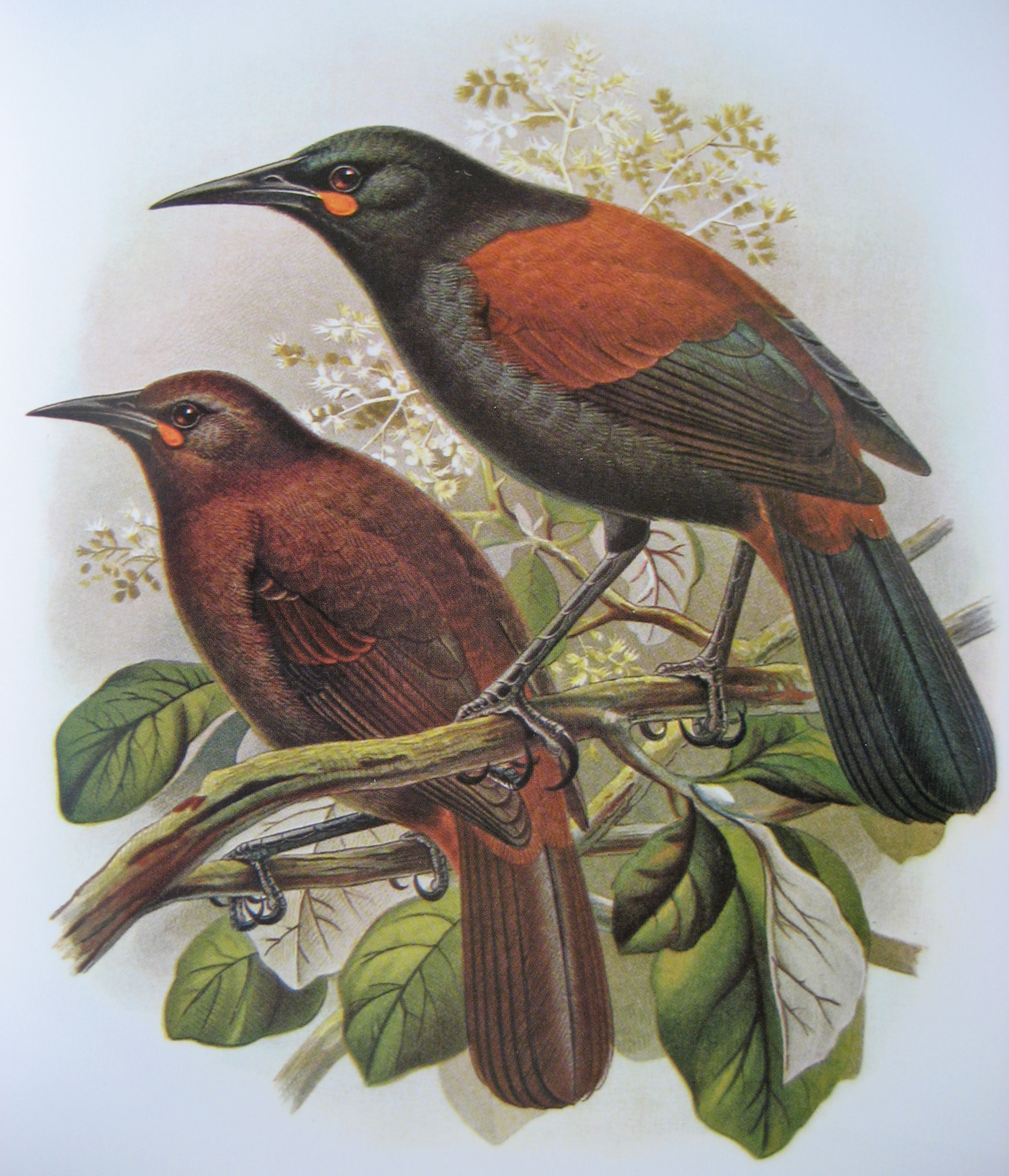
Zuidelijke zadelrug met onvolwassen vogel (voor)

## Status
BirdLife International beschouwt de zadelruggen als één soort. De vogels komen voor op tientallen eilandjes rond Nieuw-Zeeland. Deze eilanden zijn dankzij intensief natuurbeschermingsbeleid vrij gemaakt zijn van uitheemse roofdieren en grazers als herten en geiten. De populatie was in 2003 gegroeid tot enkele duizenden vogels en zou verder kunnen groeien tot over de 20.000. Echter, de vogels blijven kwetsbaar door hun kleine aantallen en gevoeligheid voor plotselinge, negatieve veranderingen. Daarom staan ze als gevoelig op de Rode Lijst van de IUCN.